# عفوا! نوح ذهب...
استغفرالله وش هالمسلسل ... (بالإنجليزية: Ooops! Noah Is Gone...) هو فيلم رسوم متحركة صدر في عام 2015.

## قصة
مع اقتراب الطوفان، تتجمع حيوانات العالم في سفينة نوح. ديف وابنه فيني هم من النستريين، مخلوقات ملونة، تمكنوا من أخذ مكانهم على متن هذا القارب. في وقت الفيضان العظيم، يتم طرد فيني وليا (مخلوق غريب ومظلم وحيد) ووجدوا أنفسهم بمفردهم. بينما كانوا يحاولون البقاء على قيد الحياة والعثور على طريق العودة إلى الفلك، شرع ديف وهازل، والدة ليا، في العثور على أطفالهما.

## وصلات خارجية
- عفوًا! نوح ذهب ... على موقع IMDb (الإنجليزية)
- عفوًا! نوح ذهب ... على موقع روتن توميتوز (الإنجليزية)
- عفوًا! نوح ذهب ... على موقع قاعدة بيانات الأفلام العربية
- عفوًا! نوح ذهب ... على موقع ألو سيني (الفرنسية)
- عفوًا! نوح ذهب ... على موقع Turner Classic Movies (الإنجليزية)
- عفوًا! نوح ذهب ... على موقع أول موفي (الإنجليزية)
- عفوًا! نوح ذهب ... على موقع فيلمافينيتي (الإسبانية)
- عفوًا! نوح ذهب ... على موقع قاعدة بيانات الأفلام السويدية (السويدية)
- عفوًا! نوح ذهب ... على موقع قاعدة بيانات الفيلم (الإنجليزية)
- عفوًا! نوح ذهب ... على موقع ليتربوكسد (الإنجليزية)